# زیلک مایر
 زیلک مایر (آلمانی: Silke Meier؛ زاده ۱۳ ژوئیهٔ ۱۹۶۸) یک تنیس‌باز اهل آلمان است.